# Cansteinsche Bibelanstalt

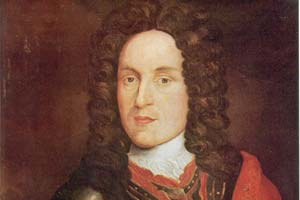
Carl Hildebrand Barone di Canstein

Il Cansteinsche Bibelanstalt (istituto biblico di Canstein) è la più antica società biblica del mondo.
L'istituto biblico fu fondato nell'anno 1710 ad Halle da Carl Hildebrand barone di Canstein in collaborazione con August Hermann Francke. Il suo scopo era quello di far fronte alla carenza di Bibbie in Germania, soprattutto fra gli strati più poveri della popolazione e di stampare Bibbie rapidamente, in grandi tirature e a modico prezzo. A questo fine, venne creata una composizione durevole di caratteri da stampa, una novità nella storia della tipografia: tutte le 1300 circa pagine stampate della Bibbia venivano composte con circa cinque milioni di caratteri in piombo e questa composizione completa veniva conservata per le edizioni successive. In precedenza, nella stampa di libri si componevano soltanto poche pagine, una volta stampate queste pagine la composizione veniva disfatta e successivamente si usavano gli stessi caratteri per comporre le pagine successive. 

## Berlino e Dortmund
Nel 1938, i diritti ed il patrimonio dell'Istituto Biblico di Canstein furono acquisiti dalla Preussische Haupt-Bibelgesellschaft (Società biblica principale prussiana) ad Halle. A causa della divisione della Germania dopo la Seconda Guerra Mondiale, vi furono dopo il 1945 due successori del vecchio Istituto Biblico: la Evangelische Haupt-Bibelgesellschaft e la von Cansteinsche Bibelanstalt Berlin (EHBG) e dal 1951 la von Cansteinsche Bibelanstalt in Westfalen (Società biblica von Canstein in Vestfalia) con sede a Dortmund. La EHBG venne sciolta nel 2004. Nel 2005, venne rifondata come associazione lavon Cansteinsche Bibelanstalt in Berlin e. V..
La società biblica della Vestfalia esiste ancora, ma negli anni '70 cessò la stampa delle Bibbie e si fuse nel 1975 con la società biblica del Württemberg  col nome di Deutsche Bibelgesellschaft (Società biblica tedesca) con sede a Stoccarda.

## Canstein Bibelzentrum (Centro Biblico di Canstein)
Nella sua tradizione, venne istituito nel 1995 il Canstein Bibelzentrum (Centro biblico di Canstein). Il centro si trova nei locali delle Franckesche Stiftungen (enti di assistenza creati da Francke) ad Halle (Saale).
Il Centro biblico oggi si dedica non soltanto alla stampa di Bibbie, ma anche all'introduzione pedagica alla Bibbia, ad esempio durante corsi di aggiornamento, conferenze o seminari per scolaresche e privati. Negli spazi del Centro è esposto un modello del Tempio di Salomone.
Portavocedel Centro Biblico è la Mitteldeutsche Bibelwerk der Evangelischen Kirche in Mitteldeutschland (EKM).